# Coelophysidae
Los celofísidos (Coelophysidae, "formas ahuecadas") son una familia de dinosaurios ceratosaurianos que vivieron desde el Triásico superior hasta el Jurásico inferior (hace proximadamente 220 y 182 millones de años, desde el Carniense hasta el Toarciano), en lo que hoy es América, Europa y África.
Los celofísidos presentaban huesos ahuecados como los celurosaurianos. Sus cabezas, ligeras y en forma de cuña, exhibían dientes afilados, estrechos y muy separados. Los celofísidos tenían un cuello largo y flexible, equilibrado por una larga cola que podían sostener a distancia del suelo.

## Sistemática
Coelophysidae se define como el clado más inclusivo que contiene al Coelophysis bauri (Cope,1889)  y al Procompsognathus triassicus (Fraas, 1913). 

### Taxonomía
- Familia Coelophysidae
  - Gojirasaurus
  - Podokesaurus
  - Subfamilia Coelophysinae
    - Coelophysis
    - Liliensternus
    - Lucianovenator
    - Megapnosaurus
    - Panguraptor

  - Subfamilia Procompsognathinae
    - Segisaurus
    - Procompsognathus

### Coelophysinae
Coelophysinae es una subfamilia de terópodos celofísidos que vivieron en el Triásico Superior (hace aproximadamente 228 millones de años, en el Carniense) hasta el Jurásico Inferior (hace aproximadamente 190 millones de años en el Pliensbachiano, en Norteamérica y África. Es el clado más inclusivo que contiene a Coelophysis bauri (Cope,1889) pero no a Procompsognathus triassicus (Fraas, 1913).

### Procompsognathinae
Procompsognathinae  es una subfamilia de terópodos celofísidos que vivieron en el Triásico Superior (hace aproximadamente 228 millones de años, en el Carniense) hasta el Jurásico Inferior (hace aproximadamente 190 millones de años en el Pliensbachiano, en Norteamérica y Europa. Es el clado más inclusivo que contiene a Procompsognathus triassicus (Fraas, 1913) pero no a Coelophysis bauri (Cope,1889).

### Filogenia
El cladograma que sigue a continuación se basa en el estudio realizado por Matthew T. Carrano, John R. Hutchinson y Scott D. Sampson, 2005.
|  | Coelophysis                                                                               |
|  |                                                                                           |
|  | \| \| Megapnosaurus rhodesiensis \| \| \| \| \| \| Megapnosaurus kayentakatae \| \| \| \| |
|  |                                                                                           |
|  | Megapnosaurus rhodesiensis                                                                |
|  |                                                                                           |
|  | Megapnosaurus kayentakatae                                                                |
|  |                                                                                           |

|  | Megapnosaurus rhodesiensis |
|  |                            |
|  | Megapnosaurus kayentakatae |
|  |                            |

|  | Coelophysis                                                                               |
|  |                                                                                           |
|  | \| \| Megapnosaurus rhodesiensis \| \| \| \| \| \| Megapnosaurus kayentakatae \| \| \| \| |
|  |                                                                                           |
|  | Megapnosaurus rhodesiensis                                                                |
|  |                                                                                           |
|  | Megapnosaurus kayentakatae                                                                |
|  |                                                                                           |

|  | Megapnosaurus rhodesiensis |
|  |                            |
|  | Megapnosaurus kayentakatae |
|  |                            |

Este cladograma sigue la topología de un análisis publicado en 2011 de los paleontólogos Martín D. Ezcurra y Stephen L. Brusatte.
|  | Coelophysis                                                              |
|  |                                                                          |
|  | \| \| Coelophysis rhodesiensis \| \| \| \| \| \| Camposaurus \| \| \| \| |
|  |                                                                          |
|  | Coelophysis rhodesiensis                                                 |
|  |                                                                          |
|  | Camposaurus                                                              |
|  |                                                                          |

|  | Coelophysis rhodesiensis |
|  |                          |
|  | Camposaurus              |
|  |                          |

|  | Coelophysis                                                              |
|  |                                                                          |
|  | \| \| Coelophysis rhodesiensis \| \| \| \| \| \| Camposaurus \| \| \| \| |
|  |                                                                          |
|  | Coelophysis rhodesiensis                                                 |
|  |                                                                          |
|  | Camposaurus                                                              |
|  |                                                                          |

|  | Coelophysis rhodesiensis |
|  |                          |
|  | Camposaurus              |
|  |                          |